# Список кавалеров Большого креста Военного ордена Италии
Список кавалеров Большого креста Военного ордена Италии — список кавалеров высшей степени высшего военного ордена Италии. По состоянию на 2007 год известен 31 случай награждения.

## Список кавалеров

### КавалерыXIX века
1. Пьетро Бадольо (итал. BADOGLIO Pietro) — генерал-лейтенант
2. Энрико Кавилья (итал. CAVIGLIA Enrico) — генерал-лейтенант, адъютант Короля
3. Альфонсо Ферреро далла Мармора (итал. FERRERO DELLA MARMORA Alfonso) — 28 ноября 1855
4. Манфредо Фанти (итал. FANTI Manfredo) — 4 октября 1860
5. Энрико Мороццо делла Рокка (итал. MOROZZO DELLA ROCCA Enrico) — 5 октября 1860
6. Энрико Чальдини (итал. CIALDINI Enrico) — 19 ноября 1860
7. Луиджи Федерико Манабреа (итал. MENABREA Luigi Federico ) — 1 апреля 1861
8. Леопольдо ди Бонцо  (итал. DI BONZO Leopoldo) —  1 апреля 1861
9. Рафаэле Кадорна (итал. CADORNA Raffaele) — 23 октября 1870
10. Эудженио Савойский и Кариньянский (итал. DI SAVOIA CARIGNANO Eugenio) — Великий адмирал — 26 октября 1871
11. Энрико Козенц (итал. COSENZ Enrico) — генерал-лейтенант — 15 ноября 1893
12. Чезаре Рикотти Маньяни (итал. RICOTTI MAGNANI Cesare) — генерал-лейтенант — 6 января 1895
13. Антонио Бальдиссера (итал. BALDISSERA Antonio) — генерал-лейтенант — 21 июня 1896

### КавалерыXX века
1. Луиджи Кадорна (итал. CADORNA Luigi) — генерал-лейтенант — 28 декабря 1916
2. Эманнуэле Филиберто Савойский, герцог Аосты (итал. DI SAVOIA Emanuele Filiberto , Duca di Aosta) — генерал-лейтенант — 28 декабря 1916
3. Луиджи Капелло (итал. CAPELLO Luigi) — генерал-лейтенант — 6 октября 1917
4. Армандо Диас (итал. DIAZ Armando) — генерал-лейтенант — 24 мая 1919
5. Гаэтано Джардино итал. GIARDINO Gaetano — генерал-лейтенант — 24 мая 1919
6. Лука Монтуори (итал. MONTUORI Luca) — генерал-лейтенант — 24 мая 1919
7. Марио Николис де Робилант (итал. NICOLIS DI ROBILANT Mario) — генерал-лейтенант — 24 мая 1919
8. Гульельмо Пекори-Джиральди (англ. PECORI GIRALDI Guglielmo) — генерал-лейтенант — 24 мая 1919
9. Паоло Таон де Ревель (итал. THAON DI REVEL Paolo) — адмирал — 1 июня 1919
10. Сеттимо Пьячентини (итал. PIACENTINI Settimio) — генерал-лейтенант — 24 июля 1920
11. Луиджи Амедео Савойский, герцор Абруццо (итал. DI SAVOIA duca degli Abruzzi Luigi Amedeo) — адмирал — 7 февраля 1924
12. Бенито Муссолини (итал. MUSSOLINI Benito) — Глава Правительства — 7 мая 1936
13. Эмилио де Боно (итал. DE BONO Emilio) — Маршал Италии — 19 июня 1936
14. Пьетро Гадзера (итал. GAZZERA Pietro) — генерал армии — 19 июля 1941
15. Этторе Бастико итал. BASTICO Ettore — генерал армии — 17 февраля 1942
16. Амедео Гиллет (итал. GUILLET Amedeo) — бригадный генерал, посол — 2 ноября 2000
17. Паоло Мочи (итал. MOCI Paolo) — генерал авиационной эскадры — 2 ноября 2000
18. Витторио Патрелли Компаньиано (итал. PATRELLI CAMPAGNANO Vittorio) — адмирал эскадры — 2 ноября 2000